# Egon Homm
Egon Homm (* 11. Januar 1947 in Osnabrück) ist ein ehemaliger deutscher Basketball-Bundesligaspieler und Nationalspieler, der mit dem „Meisterteam des VfL Osnabrück“ unter anderem Deutscher Meister 1969 und Deutscher Pokalsieger 1967 des Deutschen Basketball Bundes (DBB) wurde. Er war ein technisch sehr gut ausgebildeter Spieler aus der „Osnabrücker Basketballschule“, mit stets ausgezeichneter Spielübersicht und einem guten Spielverständnis, stark in der Verteidigung, ein guter Rebounder. Er hat im Laufe seiner Karriere im Club und in der Nationalmannschaft auf allen Positionen gespielt.
Der Diplom-Betriebswirt war nach Abschluss seines Studiums zunächst in einer bedeutenden Hamburger Wirtschaftsprüfungsgesellschaft tätig. Im Anschluss an seine Tätigkeit als Revisor und an eine mehrjährige Tätigkeit in den Bereichen Organisation und Datenverarbeitung einer großen Versicherungsgruppe, stand Homm dreiunddreißig Jahre als personal- und ergebnisverantwortlicher Manager der Software AG, in Darmstadt und Stuttgart, oder als Consultant im Bereich der Informationstechnologie (IT) in der Verantwortung.

## Leben und Karriere
Egon Homm ist in der Friedensstadt Osnabrück, am Westerberg, geboren und aufgewachsen. Bevor Egon Homm Betriebswirtschaft studierte, absolvierte er eine Lehre zum Industriekaufmann in der Osnabrücker Aktien-Bierbrauerei (1964 bis 1967), war anschließend in seinem Ausbildungsunternehmen als Junior-Controller tätig, verantwortete für einen Osnabrücker Kraftfahrzeug-Regionalhändler die Kraftfahrzeugbeschaffung (PKW und LKW), mit den Hauptaufgaben der Bedarfsanalyse sowie der konkreten Anforderung bei den Fahrzeugherstellern und sämtliche damit verbundenen Logistikaufgaben. Um weitere Praxiserfahrungen in den zentralen Bereichen eines Geld- und Kreditinstitutes zu gewinnen, zur Vorbereitung auf das angestrebte Studium der Betriebswirtschaftslehre im Rahmen des damaligen Zweiten Bildungsweges, wechselte der Olympiakaderspieler anschließend zur Kreissparkasse Osnabrück. Bei diesem Arbeitgeber war jederzeit die Möglichkeit gegeben, bis Dezember 1970, den zeitlichen Anforderungen des Deutschen Basketball Bundes zur Teilnahme an Lehrgängen in den zentralen Leistungszentren sowie an Länderspielen und internationalen Turnieren im In- und Ausland, auch in sozialistischen Staaten beziehungsweise Staaten des Ostblocks, nahezu uneingeschränkt folgen zu können.
Das Basketballspiel lernte Egon Homm zunächst in der Deutschen Pfadfinderschaft Sankt Georg (DPSG) der katholischen Pfarrgemeinde Sankt Elisabeth und auf den „Freiplätzen“ Osnabrücker Schulen in Innenstadtnähe (Er ist damit der einzige VfL-Bundesligaspieler, aus dem Osnabrücker Land stammend, dieser Zeit, der das Basketballspiel nicht im Sportunterricht eines Gymnasiums erlernte.). 1960 schloss er sich dem DJK Blau-Weiß Schinkel an und gewann in der Saison 1961/1962 mit seinen Mannschaftskameraden, dazu gehörte ebenfalls der spätere VfL-Bundesligaspieler Hans Gröneweg, ungeschlagen die Bezirksmeisterschaft der B-Jugend. 1962 wechselte er zum VfL Osnabrück und erspielte mit den Sportkameraden der B- und A-Jugend verschiedene Meistertitel auf Bezirks- und Landesverbandsebene. Seine Jugendtrainer waren Jürgen Molitor, Uwe Degen und in der A-Jugendmannschaft Klaus Manthey. Seit Ende 1963 war er Mitglied der Leistungskader der Auswahlmannschaft des Niedersächsischen Basketballverbandes (NBV) und der Jugend-Nationalmannschaft des Deutschen Basketball Bundes (DBB).
Sein erstes Länderspiel als Jugend-Nationalspieler bestritt er im August 1964, auf Einladung des damaligen Bundestrainers Yakovos Bilek, in der Hansestadt Hamburg, unter Bundestrainer Kurt Siebenhaar, gegen die Jugend-Nationalmannschaft von Frankreich, nach einer gemeinsamen Trainingswoche in Hamburg, mit den Jugend- und A-Nationalmannschaften beider Länder. Das gemeinsame Trainingslager wurde veranstaltet im Geiste der deutsch-französischen Aussöhnung nach dem Zweiten Weltkrieg beziehungsweise des am 22. Januar 1963 geschlossenen Élysée-Vertrages, das half, die von Deutschland und Frankreich, den früheren Erbfeinden, angestrebten Beziehungen zwischen den Menschen auf Dauer positiv zu gestalten.
Im April 1966 nahm Homm mit der Jugend-Nationalmannschaft in Mannheim am 3. Europa-Jugend Basketballturnier um den Dr.-Albert-Schweitzer-Pokal (AST) teil. 1966 gewann er mit der Auswahlmannschaft des Niedersächsischen Basketballverbandes den Deutschen Jugend-Pokal im Endspiel in Osnabrück gegen die A-Jugendspieler des Hessischen Basketball Verbandes (68:61), unter anderem zusammen mit seinem späteren VfL-Kameraden Günter „Ice“ Kollmann aus Quakenbrück.
Bereits in den Jahren 1965 und 1966 trainierte Egon Homm, als A-Jugendspieler, regelmäßig zusätzlich mit dem Erstligakader des VfL-Oberliga-Teams und wurde fallweise in Erstligaspielen oder zum Beispiel 1966 bei dem jährlich zum Jahreswechsel stattfindenden internationalen Turnier der US-Streitkräfte in Bremerhaven eingesetzt (Das VfL-Team konnte sich 1966 in die Liste der Turniersieger eintragen. Homm war insgesamt vier Mal Gast der US-Militärs am Standort Weddewarden.). Als Stammspieler gehörte Egon Homm dem „Meisterteam des VfL Osnabrück“ (damals 1,96 Meter / 90 Kilogramm) seit Beginn der ersten Basketball-Bundesligaspielzeit, 1966/1967, an. Seit diesem Zeitpunkt gehörte er stets zum Kader der B-Nationalmannschaft des DBB (bis 1969).
An allen Erfolgen des „legendären“ Bundesliga-Teams des VfL Osnabrück (1966 bis 1970) war stets ein Kernteam von fünf Spielern beteiligt: der A-Nationalspieler Klaus Weinand (2,00 Meter), der aus Palästina stammende syrische Nationalspieler Rassem Yahya (1,75 Meter), der in den 1970er Jahren in Spanien verstorbene Wilfried „Wiwi“ Böttger (1,95 Meter) sowie die beiden A-Nationalspieler aus der eigenen VfL-Jugend, Ingbert „Koppi“ Koppermann (1,99 Meter) und Egon Homm, der als „Youngster“ am ersten Spieltag der BBL im Herbst 1966 direkt in die neu gegründete Bundesliga (BBL) „startete“. Egon Homm ist der einzige von diesen fünf Spielern, der in Osnabrück geboren wurde. Insgesamt stand er mit dem VfL Osnabrück sechs Mal in einem „großen Finale“ des DBB.

Im Zeitraum 1964 bis 1969 bestritt Egon Homm zweiundvierzig Länderspiele, davon neun A-Länderspiele, für den Deutschen Basketball Bund. Er war ein Nationalspieler im fünfzigköpfigen „Olympiakader 1972“ für die Vorbereitung auf die Teilnahme der DBB-Nationalmannschaft an den XX. Olympischen Sommerspielen 1972 in München. Nominiert wurde Homm im Oktober 1968 vom Bundestrainerrat des DBB, unter Leitung des DBB-Vizepräsidenten Anton Kartak, mit Veröffentlichung der „Kartak-Liste“. Als Olympiakaderspieler wurde er von der Deutschen Sporthilfe gefördert. Im Mai 1969 nahm er mit der A-Nationalmannschaft, unter anderem zusammen mit dem VfL-Kapitän Helmut Uhlig, der in den Spielzeiten 1969/1970 und 1970/1971 zwischenzeitlich für den USC München aktiv war, und dem Entdecker, Trainer und Berater des NBA-Profis Dirk Nowitzki Holger Geschwindner (damals MTV Gießen), an der Qualifikation zur 16. Basketball-Europa-Meisterschaft (Neapel) in Saloniki/Griechenland teil. Dort spielte er jeweils vor mehr als 8.000 Zuschauern, in der während des Turniers stets ausverkauften Rundsporthalle, gegen Finnland, Israel, Österreich und den Gastgeber Griechenland. Bundestrainer waren in dieser Phase Miloslav Kříž und sein Assistent Günter Hagedorn.

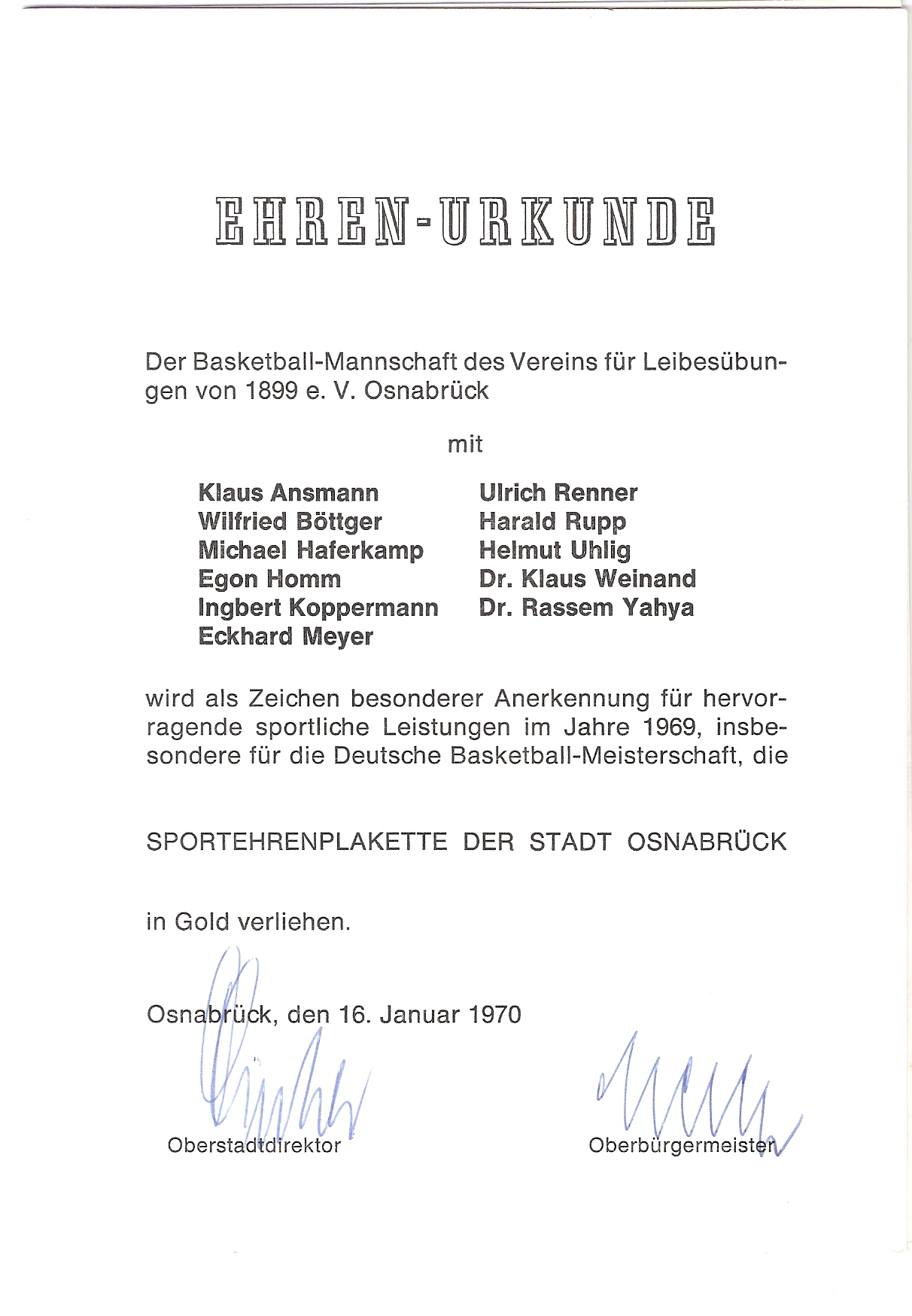
Sportehrenplakette der Stadt Osnabrück in Gold, verliehen am 16. Januar 1970

Drei Mal nahm er mit dem „VfL-Meister-Team“ am FIBA Europapokal der Landesmeister beziehungsweise am FIBA Europapokal der nationalen Pokalsieger teil und spielte dabei gegen Solna Stockholm, Slavia Prag, Honvéd Budapest und Panathinaikos Athen. 1968 konnten die VfL-Spieler im europäischen Wettbewerb der nationalen Pokalsieger das Achtelfinale erreichen.
Forward Homm bildete in seiner Zeit als VfL-Bundesligaspieler zusammen mit zehn Teamkameraden, Klaus Ansmann, Heinz Böttner, Wilfried Böttger, Günter Kollmann, Ingbert Koppermann, Eckhard Meyer, Wolfgang Plock, Helmut Posern, Ulrich Renner und Klaus Weinand, jeweils in den entsprechenden Spielzeiten, den Frontcourt im VfL-Team. Seine Trainer in dieser Zeit waren Helmut Uhlig, Miloslav Kříž und Karel Baroch.
Nach den Endspielerfolgen, 1967 DBB-Pokalsieger und 1969 Deutscher Basketball-Meister des DBB, wurde Egon Homm zusammen mit seinen jeweiligen Teamkameraden vom Osnabrücker Oberbürgermeister Wilhelm Kelch (1959 bis 1972), jeweils im Rahmen einer gesonderten Ehrung im Friedenssaal des Rathauses seiner Heimatstadt, „als Zeichen besonderer Anerkennung für hervorragende sportliche Leistungen“, die Sportehrenplakette der Stadt Osnabrück in Gold verliehen. Nach den Endspielen in den Jahren 1968 und 1970 wurde Homm und den anderen erfolgreichen VfL-Spielern die Sportehrenplakette der Stadt Osnabrück in Silber verliehen.
Egon Homm gehört zu dem Kreis der Spitzensportler des VfL Osnabrück, Basketball- und Tischtennis-Bundesligaspieler, die für eine „Goldene Ära des Osnabrücker Sports“ (Aussage des Osnabrücker Oberbürgermeister Kelch, im Januar 1970), in der zweiten Hälfte der 1960er Jahre, stehen.
Am Ende der Hinrunde der Bundesliga-Spielzeit 1970/1971 beendete Egon Homm seine Leistungssportaktivitäten und konzentrierte sich auf berufliche Zielsetzungen. Seitdem hat er seinen Lebensmittelpunkt nicht mehr in Osnabrück.
Egon Homm ist seit dem Jahr 2000 Inhaber einer B-Trainer-Lizenz des DBB, die er im Rahmen eines „Nationalspieler-Lehrganges“, unter anderem zusammen mit Reiner Frontzek, Hansi Gnad und Klaus Perwas, erwarb. Er war schon als jugendlicher Spieler, bis zum Ende seiner Bundesligaspieler-Karriere, als B-Schiedsrichter, bis zur zweiten Liga, aktiv und damals Inhaber einer C-Trainer-Lizenz.
In den Jahren 2000 und 2001 war der ehemalige Nationalspieler des DBB in Berlin für den VfL Grasdorf und in Darmstadt für den SV Möhringen als Maxi-Basketballer bei den Bundesbestenspielen Basketball in den Altersklassen Ü48 und Ü50 zusammen mit ehemaligen Bundesligakameraden aktiv.
Der frühere Osnabrücker Basketballer „residiert“, zusammen mit seiner Ehefrau, seit Mitte 2012 – nach jeweils mehrjährigen Stationen, im Zeitraum 1971 bis 2012, in der Hansestadt Hamburg, in Wilhelmsfeld/Odenwald bei Heidelberg, in Waldachtal/Nordschwarzwald, in Nerja (Provinz Málaga/Spanien) und auf Zypern in Peyia (District Paphos) – in einem kleinen Küstenort der spanischen Gemeinde Mogán, im klimatisch bevorzugten Südwesten der Kanarischen Insel Gran Canaria.

## Vereine und Teams

### Jugend
- 1960–1962: B-Jugend DJK Blau-Weiß Schinkel
- 1962–1963: B-Jugend VfL Osnabrück
- 1963–1966: A-Jugend VfL Osnabrück

### Basketball-Bundesliga
- 1966–1971: VfL Osnabrück

## Erfolge
| Deutsche Meisterschaften mit dem VfL Osnabrück - Deutscher Vize-Meister 1967 - Deutscher Vize-Meister 1968 - Deutscher Meister 1969 DBB-Jugend-Pokal mit der Niedersachsen-Auswahl - 1965 in Berlin: Rang 3 - 1966 in Osnabrück: Pokalsieger | Deutsche Pokalmeisterschaften mit dem VfL Osnabrück - DBB-Pokalsieger 1967 - DBB Vize-Pokalsieger 1969 - DBB Vize-Pokalsieger 1970 |

## FIBA Europapokalteilnahme
- FIBA Europapokal der Pokalsieger 1967/1968[20][25][26]
  - First Round: Solna IF Stockholm (SWE) – VfL Osnabrück (FRG), am 23. November 1967 in Stockholm (60:55)
und das Rückspiel am 30. November 1967 in Osnabrück, in der Schloßwallhalle (85:60)
  - 1/8 Final: VfL Osnabrück – TJ Slavia VS Praha (CZE), am 13. Januar 1968 in Osnabrück (77:88)
und das Rückspiel am 18. Januar 1968 in Prag (90:51)[27][28][29]
- FIBA Europapokal der Landesmeister 1969/1970[30]

First Round: VfL Osnabrück – Budapisti Honvéd SE (HUN), am 6. November 1969 in Osnabrück (74:88)
und das Rückspiel am 13. November 1969 in Budapest (92:59)
- FIBA Europapokal der Pokalsieger 1970/1971[32][33]

1/8 Final: Panathinaikós AO Athína (GRE) – VfL Osnabrück, am 3. Dezember 1970 in Osnabrück (52:89)
und das Rückspiel am 10. Dezember 1970 im antiken Athener Panathinaikon-Stadion (89:73)